# Liste der Straßen in Oberhausen-Lirich-Süd
Die Liste der Straßen in Oberhausen-Lirich-Süd beschreibt das Straßensystem im Oberhausener Stadtteil Lirich-Süd mit den entsprechenden historischen Bezügen.

## Überblick
Lirich-Süd ist ein Sozialquartier der Stadt Oberhausen, das oftmals mit Lirich-Nord zu Lirich zusammengefasst wird. Wegen seiner – im Vergleich zum Norden Lirichs – heterogenen Struktur ist das Viertel hier jedoch separat von Lirich aufgeführt, dessen Straßennamen in der Liste der Straßen in Oberhausen-Lirich zu finden sind.
In Lirich-Süd leben 8.206 Einwohner (Stand: Dezember 2016) auf einer Fläche von 1,51 km².
Der Stadtteil bildet zusammen mit Lirich und Alstaden an der Ruhr den Postleitzahlenbezirk 46049.
Oftmals wird der Stadtteil auch City West oder einfach Bero-Zentrum genannt. Er liegt historisch hauptsächlich in der Lipper Heide, zu Stücken in deren südwestlichem Teil Alstadener Heide, nach der das Viertel im Süden (südwestlich von Würpemberg-, Luisen- und Alleestraße) auch heute noch manchmal „Alstaden-Heide“ genannt wird. Ursprünglich war Lirich-Süd die Westerweiterung der Innenstadt rund um die Siedlung der Zinkfabrik Altenberg, heute handelt es sich um ein gemischtes Viertel mit Gewerbegebiet, dem Einkaufszentrum Bero-Zentrum Oberhausen und Wohngegenden.
Lirich-Süd wird – im Norden beginnend – im Uhrzeigersinn folgendermaßen begrenzt: Bahnstrecke Duisburg–Quakenbrück nach Lirich-Nord, Bahnstrecke Oberhausen–Arnhem zur Neuen Mitte Oberhausen, Bahnstrecke Duisburg–Dortmund zur Innenstadt, Bahnstrecke Oberhausen–Duisburg-Ruhrort zu Alstaden und die Niebuhrstraße zu Duisburg-Obermeiderich.
In Lirich-Süd gibt es 36 benannte Verkehrsflächen, darunter keinen Platz. Davon befinden sich fünf Straßen nur teilweise im Stadtteil:

Zwei Straßen werden nach Alstaden fortgesetzt (Bebelstraße, Ruprechtstraße), die Buschhausener Straße führt nach Lirich, die Niebuhrstraße wird hinter der Bundesautobahn 3 in Obermeiderich fortgesetzt und die Duisburger Straße führt in die Neue Mitte.
Durch Lirich-Süd verlaufen folgende Landesstraßen und Oberhausener Kreisstraßen:
- Landesstraße 215: (aus der Innenstadt kommend) Hansastraße – Buschhausener Straße (weiter in Lirich)
- Landesstraße 452: (aus der Neuen Mitte kommend) Duisburger Straße (weiter in Alstaden)
- Kreisstraße 5: (aus Alstaden kommend) Bebelstraße – Ende an der K 19
- Kreisstraße 19: Beginn an der L 215 – Concordiastraße (weiter in Lirich)

## Übersicht der Straßen und Plätze
Die nachfolgende Tabelle gibt eine Übersicht über die vorhandenen Straßen, Wege und Plätze im Stadtteil sowie einige dazugehörige Informationen.
- Name: aktuelle Bezeichnung der Straße oder des Platzes.
- Länge/Maße in Metern:
- Die in der Übersicht enthaltenen Längenangaben sind gerundete Übersichtswerte, die in Google Earth mit dem dortigen Maßstab ermittelt wurden. Sie dienen Vergleichszwecken und werden, sofern amtliche Werte bekannt sind, ausgetauscht und gesondert gekennzeichnet.
Bei Plätzen sind die Maße in der Form a × b angegeben.
- Der Zusatz im Stadtteil gibt an, dass die Länge des Straßenabschnitts die innerhalb von Lirich-Süd ist, sofern die Straße in benachbarte Stadtteile weitergeführt wird.
- Der Zusatz ohne Stichstraßen gibt bei verzweigten Straßen die Länge der „Hauptstraße“ an.
- Der Zusatz (alle Straßenabschnitte zusammen) gibt an, dass die Straße so verwinkelt ist, dass keine „Hauptstraße“ besteht. Stattdessen wird die Länge aller Straßenabschnitte zusammengezählt.
- Herleitung: Ursprung oder Bezug des Namens
- Anmerkungen: zusätzliche Informationen
- Bild: Foto der Straße oder eines anliegenden Objekts

| Name                       | Länge/Maße (in Metern)     | Herleitung                                                                                         | Datum der Benennung | Bemerkungen | Bild                                     |
| -------------------------- | -------------------------- | -------------------------------------------------------------------------------------------------- | ------------------- | --- | ---------------------------------------- |
| Albertstraße               | 140                        | Albert, männlicher Vorname                                                                         | 1936                | Die Albertstraße ist eine kurze Stichstraße zur Duisburger Straße. Bis 1936 hieß sie Schützenstraße. |                                          |
| Alleestraße                | 1400                       | alleeartige Bepflanzung                                                                            | 1945                | Auf beiden Seiten der Straße sind alleeartig Bäume gepflanzt worden, weswegen die Straße so benannt wurde. Die Alleestraße durchquert die Alstadener Heide und führt von der Duisburger Straße als Fortsetzung der Glasstraße ostwärts bis in die Oberhausener Innenstadt, in der sie als Marktstraße fortgeführt wird. Hier befindet sich die städtische Concordiaschule. Zwischen 1936 und 1945 hieß die Alleestraße König-Heinrich-Straße. |                                          |
| Altenberger Straße         | 700                        | Zinkfabrik Altenberg                                                                               |                     | Die Altenberger Straße liegt nahe der alten Zinkfabrik Altenberg, die heute als LVR-Industriemuseum Oberhausen dient. Die Altenberger Straße führt von der Concordiastraße bis zur Gustavstraße. | Altenberger Straße                       |
| Am Förderturm              | 900                        | Schachtanlage 2/3 der Zeche Concordia                                                              |                     | Auf dem heutigen Gelände des Bero-Zentrums lag bis 1968 die Schachtanlage Concordia 2/3. Noch bis heute befindet sich an der Straße Am Förderturm ein alter Schacht, der der Wasserhaltung dient. Die Straße Am Förderturm führt von der Rombacher Straße als Fortsetzung der Würpembergstraße bis zum Kreisverkehr an der Concordiastraße, hinter dem sie als Hansastraße fortgeführt wird. An ihr befindet sich das Hans-Sachs-Berufskolleg. | Am Förderturm: Zeche Concordia Schacht 2 |
| Annastraße                 | 400                        | Anna, Heilige                                                                                      |                     | Die heilige Anna ist eine Patronin des Bergbaus. Die Annastraße führt in der Alstadener Heide von der Parallel- zur Weberstraße. | Annastraße                               |
| Bebelstraße                | 1000 im Stadtteil          | August Bebel, 1840–1913, deutscher Politiker                                                       | 1947                | Die Bebelstraße führt aus Alstaden nordwärts bis zur Concordiastraße, hinter der sie als Gustavstraße fortgeführt wird. Früher hieß sie im Oberhausener Teil Westendstraße, 1937 wurde der Alstadener Name Kaiserstraße für beide Straßenteile übernommen. Seit 1947 trägt sie ihren heutigen Namen. |                                          |
| Buschhausener Straße       | 850 im Stadtteil           | Buschhausen                                                                                        | 1945                | Die Buschhausener Straße führt aus Lirich nach Buschhausen. Es handelt sich um die Verlängerung der Ebertstraße hinter der Hansastraße, die in Nordwestrichtung Lirich-Süd verlässt. Die Straße wurde 1846 als Friedrichstraße angelegt und 1918 in Ludendorffstraße umbenannt. 1945 erhielt die Straße den heutigen Namen. |                                          |
| Concordiastraße            | 1100                       | Zeche Concordia                                                                                    | 1936                | Die Zeche Concordia war die wichtigste Zeche des Stadtteils Lirich und eine der wichtigsten Zechen des ganzen Ruhrgebiets. Der Schacht 2 der Anlage steht noch heute an der Straße Am Förderturm und dient der Wasserhaltung. Auf dem Gelände der Schachtanlage 2/3 befindet sich heute das Bero-Zentrum. Die Concordiastraße führt aus der Innenstadt am Bero-Zentrum vorbei bis zur Duisburger Straße in Nordwestrichtung, hinter der sie in Lirich als Wilmsstraße fortgeführt wird. Ursprünglich hieß sie Wasserleitungsstraße, ab 1911 zwischen Gustav- und Duisburger Straße Wilmsstraße und zwischen Hansa- und Gustavstraße Verbindungsstraße. 1921 wurden beide Teile der Wilmsstraße zugeordnet, bevor sie 1936 gemeinsam den Namen Concordiastraße erhielten. |                                          |
| Dorotheenstraße            | 110                        | Dorothea Sophie, 1636–1689, Herzogin von Brandenburg                                               | 1933                | Die Dorotheenstraße verbindet Allee- und Parallelstraße. Sie hieß bis 1933 Baustraße. | Dorotheenstraße                          |
| Duisburger Straße          | 2900 im Stadtteil          | Duisburg                                                                                           | 1892                | Die Duisburger Straße ist die Hauptstraße des Viertels Lirich-Süd. Sie führt als Verlängerung der Obermeidericher Straße in Meiderich und Alstaden in Nordostrichtung bis in die Neue Mitte und durchquert dabei Lirich-Süd. An ihr liegen das ehemalige Babcock-Werk, die Pauluskirche sowie mehrere Geschäfte und Discounter. Bis 1892 hieß sie Meiderich-Steeler-Provinzialstraße. | Duisburger Straße                        |
| Familienstraße             | 140                        | Familienbau, Spitzname einer Arbeitersiedlung der Firma Altenberg                                  |                     | Die Firma Altenberg errichtete hier um 1850 Häuser für die Familien ihrer Beschäftigten, nach deren Spitzname „Familienbau“ die Straße ihren Namen erhielt. Die Familienstraße ist eine Stichstraße zur Altenberger Straße. |                                          |
| Glasstraße                 | 55                         | Glasfabrik Oberhausen                                                                              |                     | Am Ende dieser Straße wurde 1877 die Oberhausener Glasfabrik gegründet, die 1981 abgebrochen wurde. Die Glasstraße ist die kurze Verbindung zwischen Schmelz- und Duisburger Straße. Hinter der Duisburger Straße wird sie als Alleestraße fortgeführt. |                                          |
| Güterstraße                | 190                        | Güterbahnhof Oberhausen West                                                                       |                     | Die Güterstraße ist ein alter Heideteilungsweg, der zum Güterbahnhof Oberhausen West führt. Sie liegt zwischen Hansa- und Gustavstraße. |                                          |
| Gustavstraße               | 850                        | Gustav, männlicher Vorname                                                                         | 1899                | Die Gustavstraße entstand 1899 als Teil der Siedlung der Zinkfabrik Altenberg. Sie bildet die Fortführung der Bebelstraße hinter der Concordiastraße und führt bis zur Hansastraße. An ihr liegt die katholische Kirche Heilige Familie von 1958, die die Pfarrkirche von Lirich-Süd war und 2007 im Rahmen der Umstrukturierungen im Bistum Essen zur „weiteren Kirche“ degradiert worden ist. Seitdem wird sie durch die Oberhausener Tafel genutzt. |                                          |
| Hans-Joachim-Balcke-Straße | 140                        | Hans Joachim Balcke, 1862–1933, Erfinder aus Oberhausen                                            |                     | Die Hans-Joachim-Balcke-Straße ist eine Stichstraße zur Duisburger Straße an den Babcockwerken, die bis hinter die Schmelzstraße führt. |                                          |
| Hansastraße                | 1000                       | Hanse, Vereinigung niederdeutscher Kaufleute                                                       |                     | Die Hansastraße führt von der Concordiastraße als Fortsetzung von Am Förderturm bis zur Buschhausener Straße und führt hinter dieser in einem Bogen nordwärts zur Duisburger Straße. Hier befindet sich das LVR-Industriemuseum Oberhausen. Die Straße hieß zwischen 1921 und 1936 im südlichen Teil Concordiastraße. | Hansastraße                              |
| In der Heide               | 200 ohne Stichstraßen: 190 | |                     | In der Heide ist ein Neubaugebiet zwischen Güter- und Hansastraße. |                                          |
| Klarastraße                | 110                        | Klara, weiblicher Vorname                                                                          |                     | Die Klarastraße ist eine kurze Verbindung zwischen Allee- und Parallelstraße, parallel zur Dorotheenstraße. | Klarastraße                              |
| Konradstraße               | 210                        | Konrad, männlicher Vorname                                                                         |                     | Die Konradstraße führt von der Duisburger zur Rombacher Straße. Sie hieß bis 1934 Hanielstraße. |                                          |
| Leopoldstraße              | 330 ohne Stichstraßen: 220 | Leopold, männlicher Vorname                                                                        |                     | Die Leopoldstraße führt von der Rombacher zur Duisburger Straße, hinter der sie als Ruhrorter Straße fortgesetzt wird. Bis 1934 hieß sie Grabenstraße. |                                          |
| Luisenstraße               | 640 ohne Stichstraßen: 500 | Luise von Mecklenburg-Strelitz, 1776–1810, als Ehefrau Friedrich Wilhelms III. Königin von Preußen |                     | Die Luisenstraße verbindet in der Alstadener Heide Parallel- mit Würpembergstraße. | Luisenstraße                             |
| Metzgerstraße              | 350                        | städtischer Schlachthof                                                                            |                     | Die Metzgerstraße liegt im Nordosten und verbindet bogenförmig Duisburger mit Buschhausener Straße. Hier wurde 1891 der Oberhausener Schlachthof eröffnet. |                                          |
| Niebuhrstraße              | 300 im Stadtteil           | Barthold Georg Niebuhr, 1776–1831, Historiker, Staatsmann und Minister                             | 1927                | Die Niebuhrstraße ist eine Stichstraße zur Duisburger Straße im Südwesten des Viertels. Hinter der Autobahn A3 wird sie in Duisburg-Meiderich fortgesetzt. Bis 1927 hieß sie Meidericher Straße. | Niebuhrstraße                            |
| Ottilienstraße             | 400                        | Ottilie, weiblicher Vorname                                                                        | 1929                | Die Ottilienstraße verbindet in der Alstadener Heide die Duisburger mit der Luisenstraße. Bis 1929 hieß sie Tannenwegstraße. |                                          |
| Parallelstraße             | 1500                       | Straßenverlauf                                                                                     | 1947                | Die Parallelstraße verläuft parallel zur Bahnstrecke Oberhausen–Duisburg-Ruhrort. Sie führt somit in der Alstadener Heide von der Duisburger Straße zur Alleestraße. Früher hieß sie Düsseldorfer Straße, später zwischen 1936 und 1947 Lettow-Vorbeck-Straße. | Parallelstraße                           |
| Rhenaniastraße             | 210                        | Rhenania AG                                                                                        |                     | Die Rhenaniastraße verbindet Hansa- mit Altenberger Straße. |                                          |
| Rombacher Straße           | 400                        | Rombach, Stadt in Lothringen                                                                       | 1936                | Die Rombacher Straße trägt ihren Namen in Bezug zu einer 1914 geplanten Fusion zwischen der Concordia-Bergbau AG und der Rombacher Hüttenwerke AG aus Rombas in Lothringen. Der Erste Weltkrieg machte diese Planungen zunichte. Die Straße führt von der Würpembergstraße bis zur Konradstraße. Bis 1892 hieß sie Schlachthofstraße, dann bis 1936 Schachtstraße. |                                          |
| Ruprechtstraße             | 350 im Stadtteil           | Ruprecht, männlicher Vorname                                                                       | 1945                | Die Ruprechtstraße führt durch die gesamte Alstadener Heide, beginnt an der Alstadener Straße in Alstaden und führt nordwärts bis zur Weberstraße. Sie hieß bis 1937 Michelstraße, danach bis 1945 Wilhelm-Gustloff-Straße. | Ruprechtstraße                           |
| Schmelzstraße              | 260                        | Glasfabrik Oberhausen                                                                              |                     | Der Name der Schmelzstraße weist auf den Schmelzvorgang in der Oberhausener Glasfabrik Becker hin, deren Privatstraße sie früher war. Die Schmelzstraße verläuft zwischen Glas- und Hans-Joachim-Balcke-Straße parallel zur Duisburger Straße. |                                          |
| Sonnenscheinstraße         | 170                        | Flöz Sonnenschein, Fettkohlenflöz der Bochumer Schichten                                           |                     | Das Flöz Sonnenschein wurde in der Zeche Concordia hauptsächlich abgebaut. Die Sonnenscheinstraße liegt in der Alstadener Heide, zwischen Weber- und Ottilienstraße. |                                          |
| Theresenstraße             | 300                        | Therese, weiblicher Vorname                                                                        |                     | Die Theresenstraße ist ein alter Heideteilungsweg zwischen Altenberger und Duisburger Straße. |                                          |
| Ursulastraße               | 110                        | Ursula, weiblicher Vorname                                                                         | 1957                | Die Ursulastraße ist eine Stichstraße in der Alstadener Heide zur Alleestraße. |                                          |
| Von-Stephan-Straße         | 90                         | Heinrich von Stephan, 1831–1897, Organisator des deutschen Postwesens                              |                     | Die Von-Stephan-Straße ist eine Stichstraße zur Konradstraße. |                                          |
| Weberstraße                | 750                        | Weber, Berufsbezeichnung                                                                           |                     | Bei der Weberstraße handelt es sich entweder um eine willkürliche Bezeichnung oder aber hier befand sich früher eine Weberei. Die Straße verbindet in der Alstadener Heide die Parallelstraße mit der Alleestraße und macht dann einen Bogen bis zur Würpembergstraße. | Weberstraße                              |
| Wernerstraße               | 160                        | Werner Walbeck, Fabrikbesitzer                                                                     |                     | Werner Walbeck errichtete an dieser Straße eine Kunststeinfabrik. Die Wernerstraße führt von der Gustavstraße zur Duisburger Straße. Hier befand sich früher die Josefschule. |                                          |
| Würpembergstraße           | 270                        | Würpemberg, ehemals hier befindliche Erhebung („würfelförmiger Berg“)                              |                     | „Am Würpemberg“ ist eine alte Katasterbezeichnung für dieses Gebiet, die auf den Wurperberg, Worpelberg zurückgeht, eine Erhebung, deren Name „würfelförmiger Berg“ bedeutet. Dieser Wurperberg, der an der heutigen Kreuzung Weber-/Würpembergstraße lag, bildete früher die Grenze zwischen dem essendischen Lirich, dem klevischen Meiderich und dem bergischen Alstaden. Die Würpembergstraße führt von der Duisburger Straße ostwärts bis zur Rombacher Straße, hinter der sie als Am Förderturm fortgeführt wird. |                                          |

## Liste nicht mehr vorhandener Straßen in Lirich-Süd
In der Übersicht erwähnte vormalige Straßennamen oder gelöschte Straßen werden hier ausführlich erläutert.
| Name                               | von       | bis      | umbenannt in (aktuell) | Herleitung | Bemerkungen |
| ---------------------------------- | --------- | -------- | ---------------------- | --- | --- |
| Baustraße                          |           | 1933     | → Dorotheenstraße      | | |
| Brunnenstraße                      |           | 1926     | eingezogen             | | Die Brunnenstraße war eine Verbindung zwischen Gustav- und Duisburger Straße, in Höhe der Güterstraße. Dort, wo sie lag, wurde später der städtische Schlachthof errichtet. |
| Concordiastraße                    | 1921      | 1936     | → Hansastraße          | Die Straße liegt nahe der Zeche Concordia.                                                                                              | Zwischen 1921 und 1936 trug der Straßenzug zwischen der Hauptpost in Oberhausen, der Eisenbahnunterführung, dem Kreisverkehr und der Kreuzung Hansa-/Buschhausener Straße (damals Ludendorffstraße) den Namen Concordiastraße, bevor ihn die damalige Wilmsstraße erhielt.                                                             |
| Düsseldorfer Straße                |           |          | → Parallelstraße       | Düsseldorf, rheinische Stadt | Später hieß die Straße bis 1947 Lettow-Vorbeck-Straße. |
| Friedrichplatz                     | 1846      | 1929     | eingezogen             | | Bis 1918 kreuzten sich hier Friedrichstraße und Hansastraße. 1918 wurde die Friedrichstraße in Ludendorffstraße umbenannt, weshalb 1929 der Rat schließlich beschloss, den Namen Friedrichplatz ebenfalls aufzuheben. Heute ist nicht mehr erkennbar, dass sich hier einst ein Platz befand, es handelt sich um eine normale Kreuzung. |
| Friedrichstraße                    | 1846      | 1918     | → Buschhausener Straße | | Die Kreuzung von Friedrichstraße und Hansastraße hieß Friedrichplatz. Nach 1918 trug die Straße zunächst den Namen Ludendorffstraße. |
| Gartenstraße                       |           | 1933     | eingezogen             | | Die Gartenstraße verband früher die Duisburger Straße mit der Gustavstraße. Nach 1933 hieß sie zunächst Juliusstraße. |
| Grabenstraße                       |           | 1934     | → Leopoldstraße        | Hier lag früher ein Entwässerungsgraben.                                                                                                | Nach 1934 trug die Straße zunächst den Namen Leo-Kausch-Straße. |
| Hanielstraße                       |           | 1934     | → Konradstraße         | Franz Haniel junior, 1842–1916, Unternehmer                                                                                             | |
| Juliusstraße                       | 1933      | 1972     | eingezogen             | | Die Juliusstraße verband früher die Duisburger mit der Gustavstraße. Vor 1933 trug sie den Namen Gartenstraße. |
| Kaiserstraße                       | 1937      | 1947     | → Bebelstraße          | Die Straße war nach den Deutschen Kaisern benannt.                                                                                      | Der Name Kaiserstraße bezeichnete bis 1937 nur den Alstadener Teil, der Straßenabschnitt in Lirich-Süd trug den Namen Westendstraße. |
| König-Heinrich-Straße              | 1936      | 1945     | → Alleestraße          | Die Straße ist nach einem der vielen Könige namens Heinrich benannt.                                                                    | |
| Leo-Kausch-Straße                  | 1934      | 1945     | → Leopoldstraße        | Leo Kausch, Bergmann, verunglückte 1925 auf der Zeche Concordia. Er soll einer der ersten SA-Leute in Oberhausen gewesen sein.          | Vor 1934 hieß die Straße Grabenstraße. |
| Lettow-Vorbeck-Straße              | 1936      | 1947     | → Parallelstraße       | Paul von Lettow-Vorbeck, 1870–1964, im Ersten Weltkrieg Kommandeur der Schutztruppe für Deutsch-Ostafrika                               | Ursprünglich hieß die Straße Düsseldorfer Straße. |
| Ludendorffstraße                   | 1918      | 1945     | → Buschhausener Straße | Erich Ludendorff, 1865–1937, General und Politiker, im Ersten Weltkrieg Chef der dritten Obersten Heeresleitung                         | Vor 1918 hieß die Straße Friedrichstraße. |
| Marienstraße                       |           | 1937     | eingezogen             | | Die Marienstraße verband die Schachtanlagen I und II/III der Zeche Concordia auf dem heutigen Gelände des Bero-Zentrums. Sie ist um 1937 weggefallen. |
| Meiderich-Steeler Provinzialstraße |           | 1892     | → Duisburger Straße    | Die Straße verband früher Meiderich mit Steele.                                                                                         | |
| Meidericher Straße                 |           | 1927     | → Niebuhrstraße        | Die Straße war Grenzstraße zwischen Lirich und Meiderich.                                                                               | |
| Michelstraße                       |           | 1937     | → Ruprechtstraße       | Michel, männlicher Vorname | Nach 1937 hieß die Straße zunächst Wilhelm-Gustloff-Straße. |
| Schachtstraße                      | 1892      | 1936     | → Rombacher Straße     | Die Straße befindet sich nahe der Schachtanlage Concordia II/III.                                                                       | Vor 1892 hieß die Straße Schlachthofstraße. |
| Schlachthofstraße                  |           | 1892     | → Rombacher Straße     | Hier sollte früher der städtische Schlachthof errichtet werden.                                                                         | Nach 1892 hieß die Straße zunächst Schachtstraße. |
| Schlachthofstraße                  |           | 1955     | eingezogen             | Die Straße lag auf dem Gelände des Schlachthofs.                                                                                        | |
| Schützenstraße                     |           | 1936     | → Albertstraße         | Früher führte die Straße zum Scheibenstand des Oberhausener Schützenvereins, der auf der Wiese des Uhlenbruckhofes angelegt worden war. | |
| Tannenwegstraße                    |           | 1929     | → Ottilienstraße       | Der Tannenweg war eine alte Verbindung zwischen Alstadener und Meidericher Heide.                                                       | |
| Verbindungsstraße                  | vor 1911  | 1921     | → Concordiastraße      | | Ursprünglich trug die gesamte heutige Concordiastraße den Namen Wasserleitungsstraße. Zwischen Gustav- und Duisburger Straße hieß sie um 1911 Wilmsstraße und zwischen Hansa- und Gustavstraße Verbindungsstraße. 1921 wurden beide Teile der Wilmsstraße zugeordnet, 1936 in Concordiastraße umbenannt.                               |
| Wasserleitungsstraße               | etwa 1850 | vor 1911 | → Concordiastraße      | Hier befand sich früher ein Graben zur Entwässerung der Schachtanlage Concordia I, der im Volksmund Wasserleitung genannt wurde.        | Später hieß die Straße teils Verbindungs-, teils Wilmsstraße. Ab 1921 hießen beide Teile Wilmsstraße und ab 1936 Concordiastraße. |
| Westendstraße                      |           | 1937     | → Bebelstraße          | Die Straße lag im Westen der Bürgermeisterei Oberhausen.                                                                                | Westendstraße bezeichnete nur den Nordteil der heutigen Straße in Lirich-Süd und Alstaden-Heide. Nach 1937 wurde zunächst der Alstadener Name Kaiserstraße für beide Teile übernommen, bevor sie 1947 den Namen Bebelstraße erhielten.                                                                                                 |
| Wilhelm-Gustloff-Straße            | 1937      | 1945     | → Ruprechtstraße       | Wilhelm Gustloff, 1895–1936, Nationalsozialist und Leiter der NSDAP-Auslandsorganisation der Schweiz                                    | Vor 1937 hieß die Straße Michelstraße. |
| Wilmsstraße                        | 1911      | 1936     | → Concordiastraße      | Noch heute ist die Concordiastraße die Verlängerung der Wilmsstraße aus Lirich. Dort führte sie früher am Wilmshof vorbei.              | Ursprünglich hieß die Straße Wasserleitungsstraße. Um 1911 war der westliche Teil ab der Gustavstraße bereits der Wilmsstraße zugeordnet worden, ab 1921 hieß auch die ehemalige Verbindungsstraße und somit der gesamte Straßenzug aus Lirich bis in die Innenstadt Wilmsstraße. 1936 folgte die Umbenennung in Concordiastraße.      |
| Zinkstraße                         |           |          | eingezogen             | Die Straße lag nahe der Zinkfabrik Altenberg.                                                                                           | Die Zinkstraße verband Gustav- und Duisburger Straße zwischen Werner- und Theresenstraße. |